# Somewhere I Belong
 (срп. Негде где припадам) је прва песма другог албума америчког рок бенда Линкин парк. Објављена је 2003. као најдужа песма тог албума Метеора.

## Песма
Бенд је написао готово четрдесет различитих верзија рефрена. Потрошено је много времена око уређивања сваког детаља. Наводно је било потребно две године да се осмисли прави рефрен. Почетни део песме обухватало је Честерово свирање гитаре које је касније Мајк Шинода изрезао и од њега направио необичан електронски звук. То је била најдужа песма на албуму и трајала је 3 минута и 33 секунде. Током Project Revolution концерта 2004, Линкин парк је одсвирао другачији увод за песму. Тада је та верзија постала стандардна.

## Спот
Спот је режирао Џозеф Хан. У споту је представљен бенд како свира крај ватре са повременим сценама Честера и Мајка како певају поред водопада док су монаси около њих. Врата Честерове собе са почетка спота имају кинески знак за воду и ватру, што вероватно представљају ватра и водопад око којих певају у остатку спота. Током трајања спота, на полици стоје фигурице од којих је једна Zephyranthes из анимеа. За време последњег певања рефрена, кревет почиње да гори и формира Hybrid Theory Soldier. При крају спота се виде висока, дугонога створења (што представља слонове и искушење Светог Антонија) на слици. Време се враћа уназад и чак створења са слике изгледају као да се померају пре него што се опет зауставе. То је 2003. награђено за најбољи спот МТВ наградом.

## Постава
Линкин парк
- Честер Бенингтон — главни певач
- Мајк Шинода — певач,ритмичка гитара
- Бред Делсон — главна гитара
- Дејв Финикс Фарел — бас гитара
- Џо Хан — ди-џеј
- Роб Бордон — бубњеви

Продукција
- Дон Гилмор — продуцент

## Списак песама
1. -{Somewhere I Belong [Single Version] — 3:35
2. Step Up [Live Projekt Revolution Tour 2002] — 4:15
3. My December [Live Projekt Revolution Tour 2002] — 4:27}-

## Листа
| Листа (2003)     | Позиција |
| ---------------- | -------- |
| Аустралија       | 13       |
| Аустрија         | 16       |
| Белгија          | 33       |
| Финска           | 14       |
| Француска        | 32       |
| Немачка          | 12       |
| Ирска            | 4        |
| Италија          | 14       |
| Холандија        | 16       |
| Нови Зеланд      | 1        |
| Норвешка         | 12       |
| Шведска          | 19       |
| Швајцарска       | 15       |
|                  | 32       |
|                  | 1        |
| Велика Британија | 10       |
|                  | 1        |